# Gorgani
Facrudim Assade Gurgani ou Gorgani (em persa: فخرالدين اسعد گرگانی), foi um poeta do século XI. Ele versificou a história de Vis e Râmine, uma história do período arsácida (parta). O estudioso iraniano Abdolhossein Zarrinkoub, no entanto, discorda desta visão, e conclui que a história tem origem na era sassânida do século V. Além de Vis e Râmine, compôs outras formas de poesia. Por exemplo, algumas de suas quadras estão registradas no Nozhat al-Majales.

## Biografia
Gorgani nasceu em Gorgã (persa: گرگان), cidade central da Hircânia, no norte do Irã, em uma família persa.
Gorgani acompanhou o governante seljúcida Tugril durante suas campanhas no Irã. Quando Tugril tomou a principal cidade iraniana de Isfahan dos cacuídas em 1051, ele nomeou um certo Amide Abul-Fate Muzafar como seu governador. Gorgani estabeleceu-se posteriormente em Isfahan, onde estabeleceu boas relações com o seu governador, que o colocou sob sua proteção.
Um dia, quando Gorgani e Abul-Fate Muzafar estavam conversando, este último lhe fez a seguinte pergunta: "O que você diz sobre a história de Vis e Rāmin?" Gorgani então lhe contou que a história só foi escrita em persa médio. Muzafar então pediu a Gorgani que versificasse a história, o que ele fez; durante o festival de Mehregan, Gorgani apresentou-lhe o poema, no qual elogia Tugril, o vizir Abu Nasser Cunduri e Abul-Fate Muzaffar. Gorgani morreu c. 1058.[carece de fontes?]

## Influência

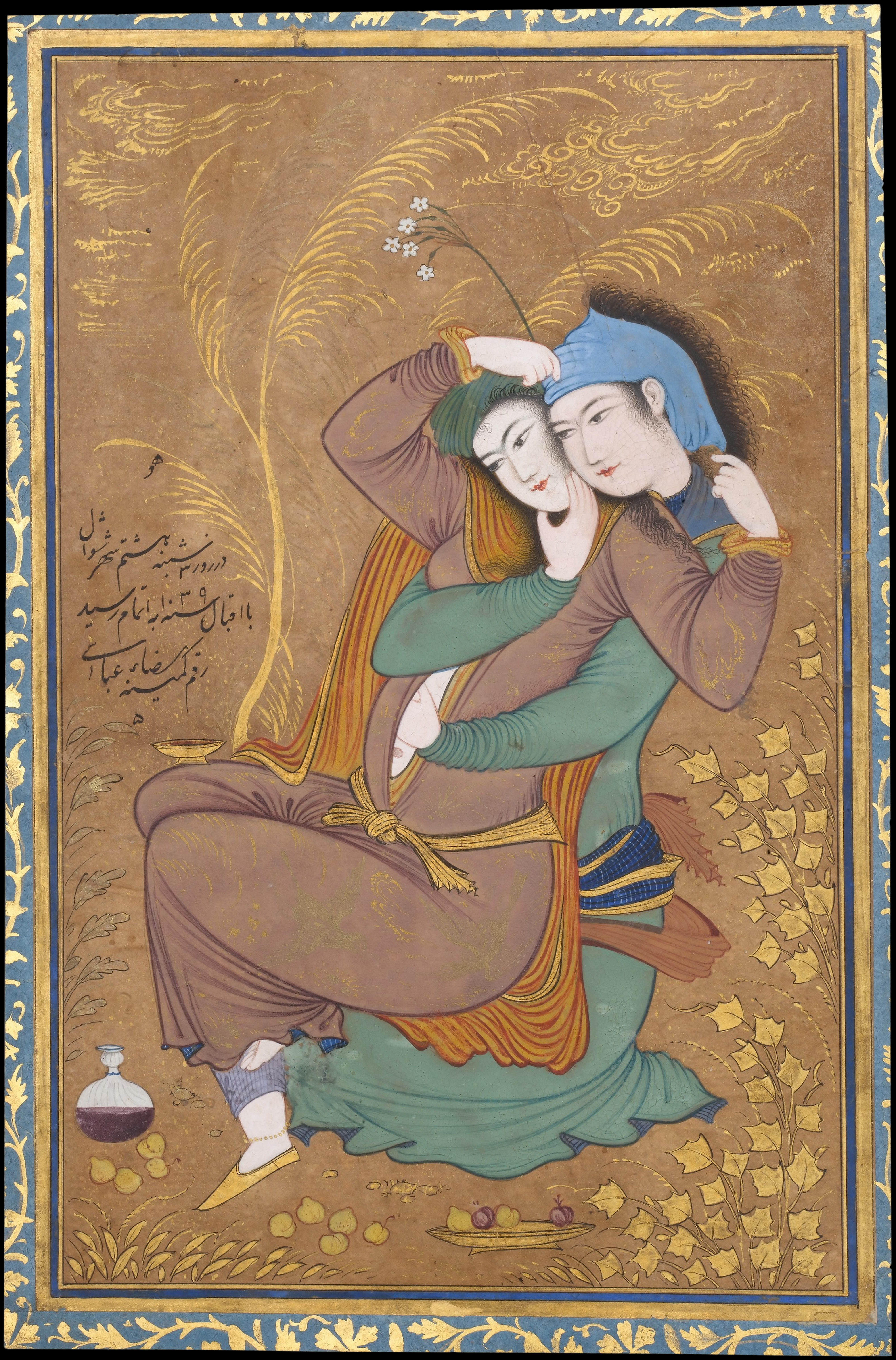
"Os dois amantes." Uma pintura persa em miniatura de Reza Abbasi.

A história de Vis e Râmine teve uma influência notável na literatura persa. Significativamente, Nezami, ele próprio um grande poeta das tradições românticas persas, baseou-se em grande parte de sua retórica em Gorgani. O romance também teve influência além da cultura persa. A história tornou-se muito popular também na Geórgia através de uma tradução livre em prosa do século XII conhecida como Visramiani, que teve um efeito duradouro na literatura georgiana. Sendo o manuscrito mais antigo conhecido da obra e mais bem preservado que o original, é de grande importância para a história do texto persa e ajuda a restaurar diversas linhas corrompidas nos manuscritos persas.

Alguns estudiosos sugeriram que Vis e Râmine podem ter influenciado a lenda de Tristão e Isolda, e as duas tramas têm semelhanças distintas. No entanto, as opiniões divergem sobre a conexão entre essas duas histórias.